# 汽巴精化

汽巴精化的标志是一只彩蝶

汽巴精化（Ciba Specialty Chemicals）是一家总部设在瑞士巴塞爾的精细化工生产商。它在28个国家设有79个分支机构，雇员达19300人并且在12个国家设有24个精细化工相关的研究中心。

## 历史
汽巴精化成立于1997年，它的前身为汽巴-嘉基（Ciba-Geigy）公司的精细化工部门。
汽巴-嘉基是由成立于1758年的嘉基公司（J.R.Geigy S.A）和成立于1884年的汽巴公司（Ciba.Ltd）在1971年合并而成。1996年，汽巴-嘉基有限公司和山德士（Sandoz）有限公司宣布合并，成立诺华（Novartis）集团公司。1997年1月，汽巴-嘉基原有的精细化工部门独立出来，成为汽巴精化，3月开始在瑞士股票交易所上市交易。
2008年9月15日，德国化工巨头巴斯夫集团宣布以每股50瑞士法郎收购汽巴精化。

## 产品
汽巴精化的口号是“Value Beyond Chemistry/超越化工的价值”。它的产品涉及以下领域：农业、汽车、建筑及管道、电子材料、家居及织物护理、墨水及颜料、润滑剂、单体及水溶聚合物、包装、油漆及涂料、纸张、个人护理、照片及数码影像、塑料及橡胶、纺织品及纤维、水处理。
汽巴精化是瑞士股票交易所（SX:CIBN）及纽约股票交易所（NYSE:CSB）上市企业，占瑞士股指期货（SMI）的权重为0.91%。2004年度销售额70亿瑞士法郎，同年度用于研发的投入为2.88亿瑞士法郎。